# Alexander Mellblom

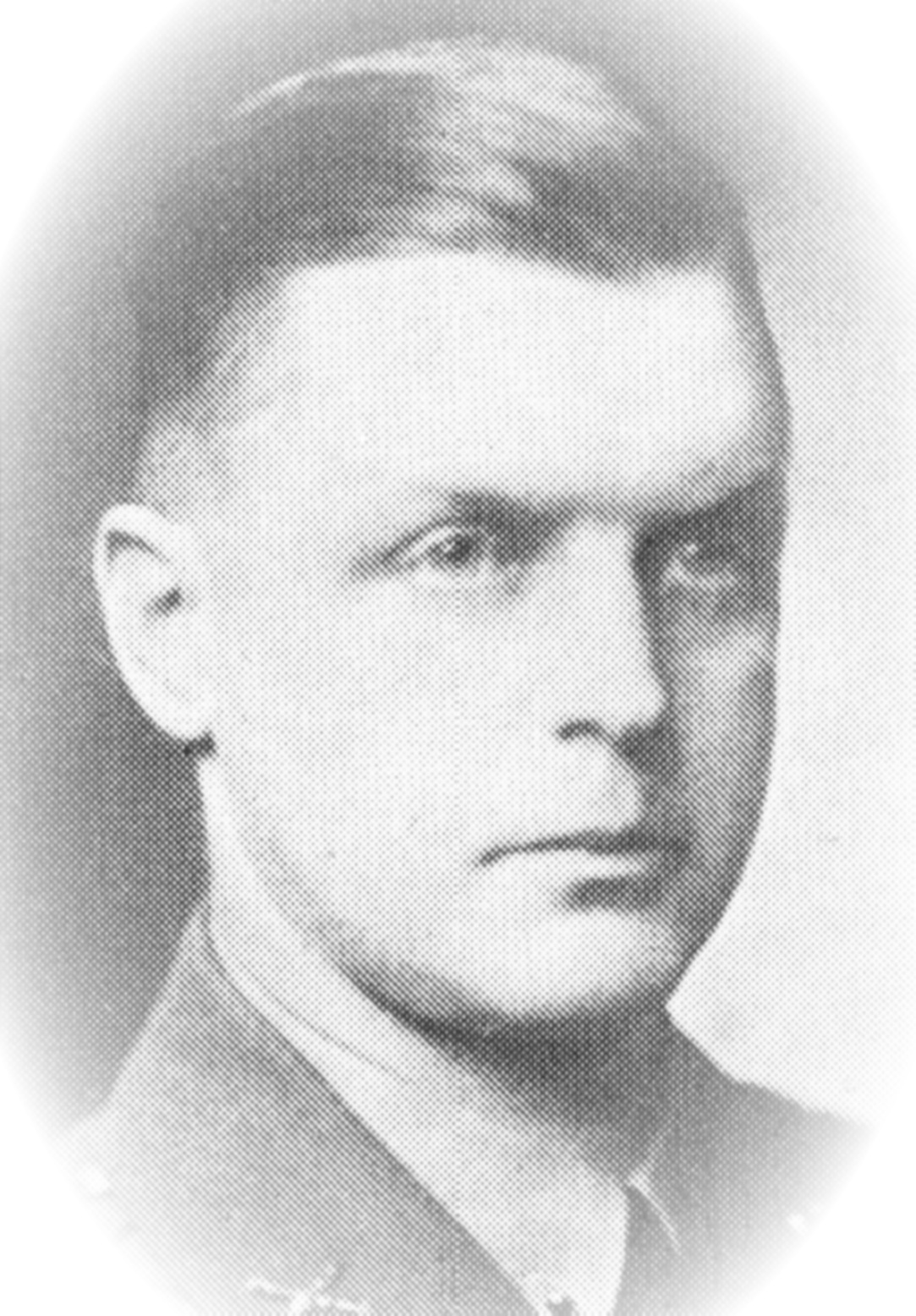
Alexander Mellblom

Alexander Mellblom, född 24 augusti 1894 Helsingfors död 5 mars 1962, var en finländsk jägaröverstelöjtnant. 
Alexander Mellblom avlade examen från krigshögskolans kommenderingskurs åren 1929 – 1930 och den orienteliella kursen i Högskolan i stridsutbildning året 1930. Han var en av de första frivilliga som anmälde sig till Tysklands kurs i soldatutbildning som utfördes i norra Tyskland. Han var med i striderna i första världskriget på tyska östfronten vid floden Misse och floden Aa. Han avlade examen i krigshögskolan A-kurs i Libau året 1917.
Mellblom tog anställning i Finska (vita) armén den 11 februari 1918 som premiärlöjtnant och deltog som kompanichef i inbördeskrigets strider i Tammerfors och i striderna i Rajamäki, Tarpila och Raivola.
Efter inbördeskriget blev han 1920 kommendant för första bataljonen och 1928 blev han kommendant för Savolax 3 bataljon för att 1929 bli chef för Jaakkima armédistrikt. Han utnämndes till kommendant av Viborg den 11 september 1935.
Mellblom deltog i vinterkriget först som Viborgs kommendant, därefter som chef för utbildningscentralen för jägare. Under mellanfreden förflyttades han till Norra-Tavastland stab och fick till uppgift att grunda Salo stab för försvar. När han gjort detta blev han kommendant för Karjaan militärdistrikt. Där fortsatte han tills kriget tog slut och avgick från sin tjänst och flyttade till Ruovesi där han är begraven.

## Befordringar och hedersmärken
| Befordningar | Dekorationer |
| - Hjälpgruppchef (Hilfsgruppenführer) 1915 - Gruppenchef (Gruppenführer) 1916 - Premiärlöjtnant / Kapten (Yliluutnantti / Kapteeni) 1918 - Major (Majuri) 1922 - Överstelöjtnant (Everstiluutnantti) 1933 | - Frihetskorset 3 klass (Vapaudenristi) - Frihetskorset 4 klass med svärd 1918 och 1940 (Vapaudenristi) - Riddare av Vita Rosens Orden 1. klass - Frihetskrigets minnesmedalj - Vinterkrigets minnesmedalj - Jägarmärket - Tyska arméns hederskors (första världskriget) |